# كوند
كوند (بالأرمنية: Կոնդ)‏، تعني بالأرمينية التل الطويل، (بالفارسية: تپه باشی): هو أحد أقدم أحياء يريفان. تقع ضمن حدود مقاطعة كينترون الحالية في عاصمة أرمينيا. تقع كوند على المنحدرات الغربية والجنوبية وعلى سفح تلة صخرية تحمل الاسم نفسه. كانت حدودها الغربية تاريخيًا نهر هرزدان، وحدودها الشمالية مقبرة كوزيرن.

## علم أصل الكلمة
كوند: تعني "التل العالي" باللغة الأرمينية، وقد سُميت بهذا الاسم بسبب ارتفاعها الشاهق مقارنة بالمناطق المحيطة بها. عُرف الحي أيضًا باللغات الأتراكية:tepe baş أي "قمة التل"، عندما كانت خانية يريفان تحت الحكم الفارسي.

## أنظر أيضا
- مقاطعات يريفان
- تاريخ يريفان